# San Juan del Río, Matías Romero Avendaño
San Juan del Río är en ort i Mexiko.   Den ligger i kommunen Matías Romero Avendaño och delstaten Oaxaca, i den sydöstra delen av landet, 500 km sydost om huvudstaden Mexico City. San Juan del Río ligger 121 meter över havet och antalet invånare är 476.
Terrängen runt San Juan del Río är huvudsakligen platt, men åt nordost är den kuperad. Runt San Juan del Río är det glesbefolkat, med 9 invånare per kvadratkilometer. Närmaste större samhälle är Los Fresnos, 9,5 km väster om San Juan del Río. Omgivningarna runt San Juan del Río är en mosaik av jordbruksmark och naturlig växtlighet.